# NGC 6432
NGC 6432 is een meervoudige ster in het sterrenbeeld Boogschutter. Het hemelobject werd op 1 juli 1826 ontdekt door de Britse astronoom John Herschel.

## Synoniemen
- ESO 520-**25